# Roger Moore
Sir Roger George Moore (Londres, 14 de octubre de 1927-Crans-Montana, Suiza, 23 de mayo de 2017), conocido como Roger Moore, fue un actor de cine y televisión británico. Fue el tercer actor en interpretar al agente secreto de ficción James Bond en la serie de películas de Eon Productions, interpretando al personaje en siete largometrajes entre 1973 y 1985. Las siete apariciones de Moore como Bond, desde Live and Let Die hasta A View to a Kill, lo hicieron ampliamente conocido a nivel mundial, así como el actor en protagonizar el mayor número de películas de Bond de las producidas por Eon.
En televisión, Moore interpretó el papel principal de Simon Templar, el personaje principal de la serie británica de suspenso y misterio The Saint (1962-1969). También tuvo papeles en series estadounidenses, incluido Beau Maverick en el western Maverick (1960-1961), donde reemplazó a James Garner como protagonista. También coprotagonizó la comedia de acción The Persuaders! (1971-1972).
Entre sus películas de Bond, tuvo papeles importantes en muchos otros proyectos, una mezcla de películas de acción, thrillers y comedias, si bien la mayoría no fueron éxitos en taquilla. Las más notables de estas películas fueron las aventuras de la Segunda Guerra Mundial Escape to Athena (1979) y The Sea Wolves (1980), en las que también apareció David Niven, y la última con Gregory Peck, así como la película de acción contemporánea sobre contraterrorismo North Sea Hijack (1979), y la exitosa comedia The Cannonball Run (1981), con Burt Reynolds. Siguió actuando en la pantalla en las décadas posteriores a su retiro de la franquicia Bond, apareciendo en más de 20 películas y algunos roles en televisión. La última aparición de Moore fue en un piloto de una nueva serie de The Saint que se convirtió en una película para televisión en 2017.
Moore fue nombrado Embajador de Buena Voluntad de la UNICEF en 1991 y fue nombrado Caballero por la Reina Isabel II en 2003 por sus servicios a la caridad. En 2007, recibió una estrella en el Paseo de la Fama de Hollywood por sus contribuciones a la industria cinematográfica. En 2008, el gobierno de Francia lo nombró Comendador de la Orden de las Artes y las Letras.

## Infancia, etapa militar y primeros pasos
Roger Moore nació el 14 de octubre de 1927 en Stockwell, Londres. Fue hijo único de George Alfred Moore, un policía y de Lillian "Lily" Pope. Su madre había nacido en Calcuta, en la India, entonces colonia británica. Asistió a Battersea Grammar School, pero fue evacuado a Holsworthy, Devon, durante la Segunda Guerra Mundial, asistiendo al Launcenton College. Posteriormente fue educado en Dr Challoner's Grammar School en Amersham, Buckinghamshire.
Moore era aprendiz en un estudio de animación el cual tuvo que dejar después de haber cometido un error con algunas celdas de animación. Su padre investiga un robo en el hogar del director de películas Brian Desmond Hurst mientras dejaba a Moore conocerlo y fue contratado como extra para la película de 1945 César y Cleopatra. Mientras tanto Moore atrajo fuera de cámara a una admiradora la cual lo seguía, por lo cual Hurst decidió pagarle una matrícula en la Royal Academy of Dramatic Art. Moore pasó tres cursos en RADA en donde fue compañero de clase de su futura protagonista en la saga James Bond, Lois Maxwell, la "Miss Moneypenny" original. Durante este tiempo, Moore desarrolló un acento medio atlántico y su comportamiento relajado, que definirían su trabajo posteriormente y le darían ese toque de distinción.
A los 18 años, cercano el fin de la Segunda Guerra Mundial, fue reclutado para el servicio nacional. El 21 de septiembre de 1946, fue comisionado al Royal Army Service Corps como segundo teniente. Tuvo la matrícula de servicio número 372394. Fue un oficial en la Combined Services Entertainment Section y posteriormente sería capitán, llegando a comandar un pequeño depósito en Alemania. Más tarde actuó en espectáculos para las fuerzas armadas pasando a través de Hamburgo.
Alcanzó la fama en 1957 cuando regresó a Inglaterra para encarnar a Ivanhoe, en la serie televisiva del mismo título, la cual tuvo una excelente aceptación en el público infantil y adolescentes británicos, porque la serie fue grabada en Inglaterra pero algunos capítulos en los Estados Unidos, siendo estos a color, una filmación cara para los presupuestos de ese tiempo.
Desde 1962 hasta 1969 actuó en la serie El Santo interpretando al personaje Simon Templar, creado por Leslie Charteris, un ladrón que roba a personajes de cuestionable moral o abiertamente criminales. La serie televisiva sería muy famosa en la pequeña pantalla y Moore es aún hoy el actor más identificado con el personaje. 
Entre septiembre de 1971 y febrero de 1972 protagonizó otra serie de televisión, The Persuaders, comedia inglesa de aventuras, coprotagonizada por el actor estadounidense Tony Curtis, conocida en España como Los Persuasores y en Hispanoamérica como Dos tipos audaces. El show terminó después de una temporada, debido a los bajos niveles de audiencia en EE. UU., liberando así a Moore para protagonizar las películas de James Bond, donde participaron varios actores que lo acompañaron en la serie.

## Carrera

### Primer trabajo (1945–1959)
A principios de los años cincuenta, trabajó como modelo, apareciendo en publicidad para revistas, sobre todo de ropa de lana y pastas dentales. Fue conocido como "The Big Knit" (El gran tejido) además de un amplio rango de otros productos, un elemento que utilizaron los críticos de esa época comparado como un actor de peso ligero. En su libro Last Man Standing: Tales from Tinseltown, donde menciona que su primera aparición en la televisión fue el 27 de marzo de 1949 en The Governess por Patrick Hamilton una transmisión en vivo (poco común en esa era) y tuvo un papel menor de Bob Drew. Otros actores de ese show incluían a Clive Morton y Betty Ann Davies.
En 1953 se trasladó a Estados Unidos, donde rodó al lado de Jean Peters la película Manos peligrosas, aunque solo alcanzó la fama cuando en 1957 regresó a Inglaterra para encarnar a Ivanhoe en la serie televisiva del mismo título.

### MGM
Posteriormente firmó un contrato por siete años con MGM en 1954. Las películas realizadas no fueron exitosas y de acuerdo a sus palabras: «En MGM, RGM (Roger George Moore) fue NBG (No bloody good) (No muy bueno)». Apareció en Interrumped Melody debajo de Glenn Ford y Eleanor Parker, una película biográfica acerca de una cantante de ópera que se recuperaba de la polio. Ese mismo año, tuvo un papel secundario en The King's Thief, estelarizada por Ann Blyth, Edmund Purdom, David Niven y George Sanders.
En la película de 1956 Diane, estuvo otra vez en los créditos por debajo de los protagonistas, esta vez fueron Lana Turner y Pedro Armendariz. En esta película, ambientada en el siglo XVI en Francia, hizo el papel de Prince Henri, el futuro rey. Liberado de su contrato con la MGM después de dos años, las críticas para la película fueron terribles y fue un fracaso comercial.

### Liberación y el papel de Ivanhoe (1957–1959)
Moore fue liberado por ese tiempo y apareció en el Ford Star Jubilee (1956), Lux Video Theatre (1957) y Matinee Theatre (1957). Moore tuvo su primer éxito cuando interpretó al héroe epónimo, Sir Wilfred of Ivanhoe, en la serie Ivanhoe de 1958-1959, de una adaptación perdida de una novela romántica de 1819 por Sir Walter Scott grabado en un escenario del siglo XII en la era de Richard the Lion heart (Ricardo Corazón de León) donde Ivanhoe entra en conflicto con el príncipe Juan. Lo más importante fue filmado en Inglaterra en Elstree Studios and Buckinghamshire, y algunas de ellas fueron grabadas en California debido a la asociación con Columbia Studios Screen Gems. Dirigida a las audiencias jóvenes, el programa piloto fue grabado en color, lo que comparó las diferencias entre los presupuestos de series de aventuras para los niños británicos en ese período, pero subsecuentemente los episodios fueron realizados en blanco y negro. Christopher Lee y John Schlesinger fueron algunas de las estrellas invitadas al programa y las series regulares incluyeron a Robert Brown (quién en los años 1980s tendría el papel de M en varias películas de James Bond) como el escudero Gurth, Peter Gilmore como Waldo Ivanhoe, André Keir como el villano príncipe Juan y Bruce Seton como el nombre Rey Ricardo. Moore sufrió fractura de costillas por un golpe de hacha a su casco mientras algunos de sus dobles filmaban la temporada con episodios de duración de media hora. Más tarde recordaría: "Sentí que todo giraba alrededor de toda la armadura y había dañado mi casco emplumado. Me sentí un bombero medieval".

### Warner Bros.
Después de esto, tuvo dos años importantes haciendo papeles en programas de televisión, incluido un episodio de Alfred Hitchcock Presents en 1959 titulado "The Avon Emeralds". Firmó un contrato largo con el estudio esta vez con Warner Bros.
En 1959 tomó un papel en The Miracle, una versión libre de Das Mirake para Warner Bros, interpretando Carroll Baker una monja, apareciendo debajo del protagónico Dirk Bogarde. Ese mismo año, fue dirigido por Arthur Hiller en "The Angry Young Man", un episodio de la serie de televisión The Third Man estelarizada por Michael Rennie como la mente criminal Harry Lime. El papel protagónico en la versión del cine fue realizado por Orson Wells.

### Los Alaskans (1959–1960)
La siguiente serie de televisión de Moore fue en el papel de "Silky" Harris para la ABC/Warner Bros. en 1959-60 el Western The Alaskans, siendo protagonista con Dorothy Provine como Rocky, Jeff York como Reno y Ray Danton como Nifty. La serie duró solamente una temporada con 37 episodios de una hora de duración transmitida los domingos por la noche. Aunque el set estaba en Skagway, Alaska, con foco de atención en Klondine Gold Rush alrededor de 1896, la serie estuvo filmada en un estudio térmico de la Warner Bros. en Hollywood con elenco disfrazado con las modas de esa época con abrigos y sombreros. Moore encontró el trabajo altamente gravado y su affair fuera de la cámara con Provine complicó aún más las cosas.
Apareció subsecuentemente como el personaje cuestionable en "14 Karat John" en un episodio de dos partes "Right Off the Boat" de ABC/WB un drama de crimen The Roaring 20s (Los rugientes 20s) con Rex Reason, John Dehner, Gary Vinson y Dorothy Provine, apareciendo en un papel similar, pero con un nombre de carácter diferente.

### Maverick (1960–1961)
En la estela de The Alaskans, Moore interpretó a Beau Maverick, un primo venido de Inglaterra del jugador fronterizo Bret Maverick James Garner, Bart Maverick Jack Kelly y Brent Maverick Robert Colbert siendo un éxito en serie de Western para la ABC/WB. Sean Connery fue contactado para realizar este papel como el primo británico, pero al realizar el examen de su parte no lo aprobó.
Moore apareció con esta interpretación en 14 episodios después de que Garner hubiera dejado la serie al finalizar la temporada previa, luciendo algunos de los vestidos de Garner. Cuando filmaba The Alaskans, había logrado interpretar mucho de los diálogos de Garner desde la serie Klondike frecuentemente reciclaba los scripts, cambiando solo los nombres y locales. Filmó un episodio de Maverick con James Garner dos temporadas antes en la cual Moore interpretó caracteres diferentes en un reequipamiento de Richard Brinsley Sheridan's 1775 comedia donde los modales juegan titulada "The Rivals" (Los rivales). En el desarrollo de la historia, los caracteres de Moore y de Garner nombres cambiados en una apuesta, en donde Moore se identificaba asimismo como "Bret Maverick" a través de muchos episodios.
Su debut como Beau Maverick ocurrió en el primer episodio de 1960-61 la cuarta temporada. "The Bundle from Britain" (El paquete de Bretaña) uno de los cuatro episodios en el cual se presentaba con el primo Bart (Jack Kelly). Robert Altman escribió y dirigipo "Bolt from the Blue" (Rayo caído del cielo), un episodio en que se presentaba Will Hutchins como un licenciado fronterizo parecido a su interpretación en la serie Sugarfoot y "Red Dog" (Perro rojo) encontró Beau una mezcla con los viciosos ladrones de banco interpretados por Lee Van Cleef y John Carradine. Kathleen Crowley fue la dama principal en dos episodios ("Bullet For the Teacher" y "Kiz") y otros incluyendo a Mala Powers, Roxane Berard, Fay Spain, Merry Anders, Andra Martin y Jeanne Cooper. Cuando dejó la serie Moore mencionó que la calidad de los guiones había decaído desde la época de Garner y eso había sido el factor decisivo para abandonar la serie. El ratting para la serie ya comenzaba a declinar.
Moore seguía contratado con Warners quién lo puso en The Sins of Rachel Cade (1961), enamorando a un monja interpetrada por Angie Dickinson y Gold of the Seven Saints (1961) apoyando a Clint Walker. Fue a Italia para realizar Romulus and the Sabines (1961).

### El Santo (1962–1969)
Lew Grade eligió a Moore como Simon Templar en una adaptación nueva de The Saint, basada en la novela de Leslie Charteris. Moore diría en una entrevista en 1963 que deseaba comprar los derechos del personaje de Leslie Charteris y sus marcas comerciales. Bromeó que el papel fuera ofrecido a Sean Connery, quién no estaba disponible. Las series para la televisión fueron realizadas en el Reino Unido con la idea de entrar al mercado estadounidense y esto sucedió (así como en otros países) haciendo que el nombre de Moore fuera muy familiar. Por inicios de 1967, ya era una estrella internacional. Las series también establecieron su amabilidad y su estilo, que le ayudarían a interpretar a James Bond. Algunos episodios fueron dirigidos por Moore y las últimas series, fueron a color en 1967.
El Santo se transmitió desde 1962 hasta 1969 en seis series y 118 episodios, empatando con The Avengers (Los Vengadores) como las series de mayor duración en la televisión Británica. Moore creció en prestigio y popularidad con ese papel y estaba ansioso por diversificarlo.

### The Persuaders
En 1971 interpretó al lord Brett Sinclair en la serie The Persuaders! (conocida en España como Los Persuasores y en Hispanoamérica como Dos tipos audaces) junto a Tony Curtis (como Danny Wilde). El argumento involucraba a dos millonarios aventureros aclarando misterios y ayudando a personas, especialmente bellas mujeres, a resolver problemas.  A pesar de su gran calidad y el talento y carisma de sus protagonistas, la serie solo duró una temporada de 24 episodios.

### La era James Bond
Harry Saltzman consideró a Roger Moore para la sexta película de la saga, On Her Majesty's Secret Service (Al servicio secreto de Su Majestad, 1969), reemplazando a Sean Connery, pero en ese momento Moore no se encontraba disponible debido a que estaba atado contractualmente a la serie de televisión El Santo. El papel recayó en George Lazenby, cuyo rendimiento no pareció convencer ni agradar al público, aunque la película tuvo bastante éxito desde el punto de vista económico. Por ello, Sean Connery volvió a encarnar a Bond en la siguiente película Diamonds Are Forever (Los diamantes son eternos/ Diamantes para la eternidad, 1971) y se retiró definitivamente de ese papel a continuación. Moore asumió el papel de Bond por primera vez en Live and Let Die (Vive y deja morir, 1973) personificando un Bond más relajado que el personaje literario, con ligeros toques de humor irónico, lo que le ganó el favor del público general aunque no agradó tanto a los "puristas" seguidores de las novelas de Fleming, quienes prefieren una versión más fría como la que realizaron Timothy Dalton o Daniel Craig en filmes posteriores. 
Roger Moore realizó la más larga interpretación de Bond hasta la fecha: curiosamente fueron siete ("007") sus interpretaciones, entre los años 1973 y 1985, cuando filmó A View to a Kill (Panorama para Matar/ En la Mira de los Asesinos, 1985). Terminado ese trabajo, él mismo se retiró del papel pues consideraba que por edad ya no daba con el aspecto físico del personaje.

### Otros trabajos
Moore no actuó durante cinco años después de dejar su papel de Bond. Luego apareció en algunos filmes y en la serie de TV My Riviera, protagonizando el filme Bed and Breakfast (1992); también en la película The Quest (1996); y Spice World (1997). A sus 73 años, actuó como homosexual en Boat Trip (2002) con Cuba Gooding Jr..
Se retiró del cine para dedicarse a actividades humanitarias. Apareció en la campaña publicitaria de Londres para organizar las Olimpiadas de 2012 y puso su voz en la película Here Comes Peter Cottontail: The Movie, y en la película Agent Crush.

## Muerte
El 23 de mayo de 2017, falleció en Suiza a los 89 años a causa de un cáncer.

## Filmografía

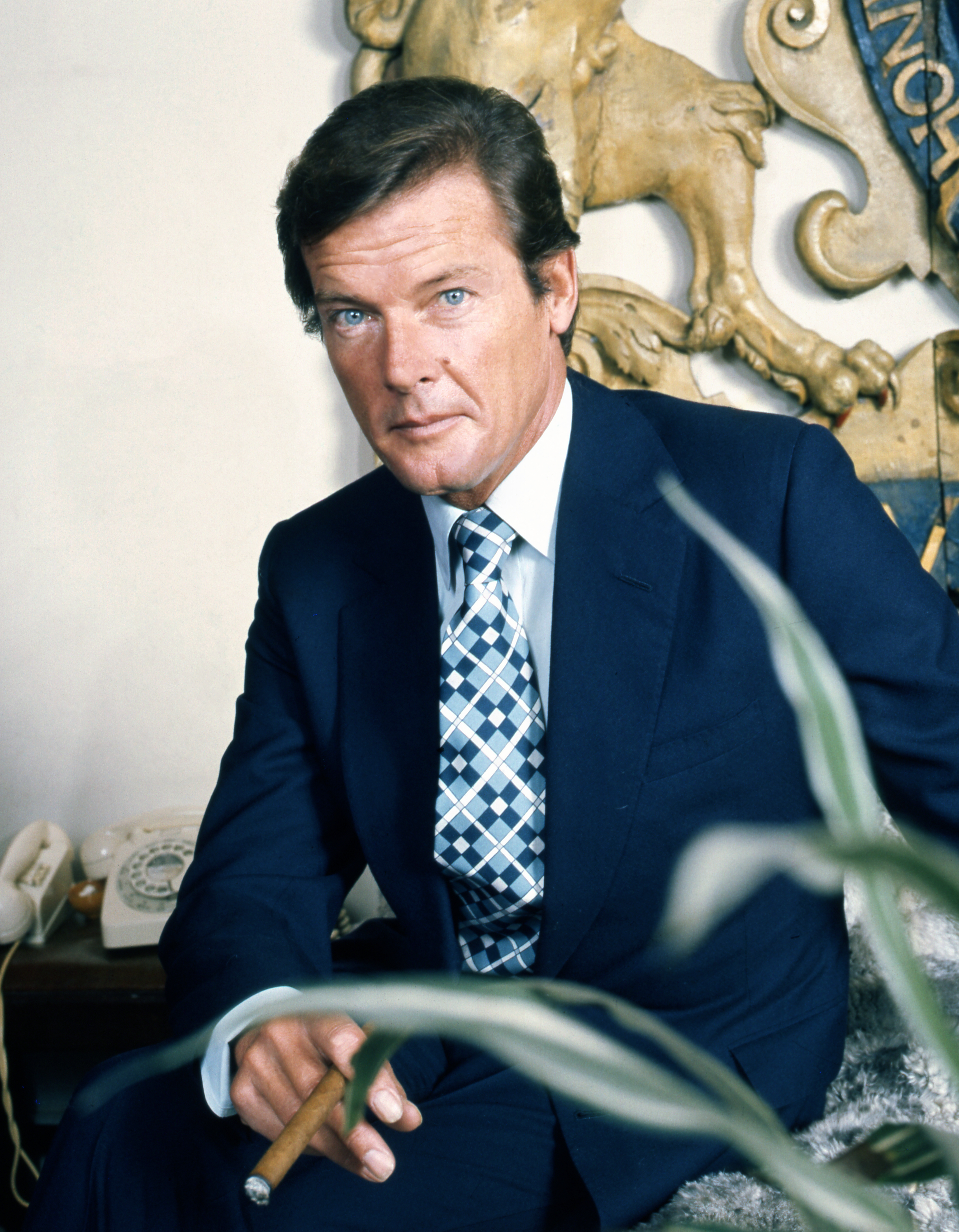
Roger Moore en 1977

### Filmografía comoJames Bond
| Película                       | Año  |
| ------------------------------ | ---- |
| Vive y deja morir              | 1973 |
| El hombre de la pistola de oro | 1974 |
| La espía que me amó            | 1977 |
| Moonraker                      | 1979 |
| Sólo para sus ojos             | 1981 |
| Octopussy                      | 1983 |
| Panorama para matar            | 1985 |

### Filmografía
- Perfect Strangers (1945)
- César y Cleopatra (1945)
- Gaiety George (1946)
- Piccadilly Incident (1946)
- Paper Orchid (1949)
- Trottie True (1949)
- Honeymoon Deferred (1950)
- One Wild Oat (1951)
- The Last Time I Saw Paris (1954)
- Melodía interrumpida (Interrupted Melody) (1955), de Curtis Bernhardt
- The King's Thief (1955)
- Diane (1956)
- The Miracle (1959)
- The Sins of Rachel Cade (1961)
- Gold of the Seven Saints (1961)
- Romulus and the Sabines (1962)
- No Man's Land (1962)
- Vendetta for the Saint (1968)
- The Fiction Makers (1968)
- Crossplot (1969)
- The Man Who Haunted Himself (1970)
- Vive y deja morir (1973)
- Gold (1974)
- The Man with the Golden Gun (1974)
- That Lucky Touch (1975)
- London Conspiracy (1976)
- Sherlock Holmes in New York (1976)
- Street People (1976)
- Shout at the Devil (1976)
- The Spy Who Loved Me (1977)
- The Wild Geese (1978)
- Evasión en Atenea (Escape to Athena, 1979)
- Moonraker (1979)
- North Sea Hijack también conocida como ffolkes (1979)
- The Sea Wolves (1980)
- Sunday Lovers (1980)
- The Cannonball Run (1981)
- For Your Eyes Only (1981)
- Octopussy (1983)
- Curse of the Pink Panther (1983)
- The Naked Face (1984)
- A View to a Kill (1985)
- The Magic Snowman (1987) (voz)
- Fire, Ice and Dynamite (1990)
- Bullseye! (1990)
- Bed and Breakfast (1992)
- The Man Who Wouldn't Die (1994, TV)
- The Quest (1996)
- The Saint (1997) (voz)
- Spice World (1997)
- The Enemy (2001)
- Na Svoji Vesni (2002)
- El Crucero De Las Locas (2002)
- Charles Lindbergh: The True Story (2005) (documental) (narrador)
- Here Comes Peter Cottontail: The Movie (2005) (voz)
- Agent Crush (2008) (voz)
- Christmas at Castlebury Hall (2011)
- The Saint (2016) (cameo)